# Tratados comerciales internacionales de México
México cuenta con una red de doce tratados de libre comercio con cuarenta y seis países, treinta y dos acuerdos para la Promoción y Protección Recíproca de las Inversiones con nueve países y nueve acuerdos de alcance limitado (Acuerdos de Complementación Económica y Acuerdos de Alcance Parcial) en el marco de la Asociación Latinoamericana de Integración (ALADI).

## Tratado de Libre Comercio de América del Norte(TLCAN)
Este tratado es firmado entre México, Estados Unidos y Canadá entró en vigor el 1 de enero de 1994.

### Objetivo general
Formar una zona de libre comercio, estableciendo reglas claras y permanentes para el intercambio comercial,  que permita el incremento de flujo comercial e inversión, así como nuevas oportunidades  empleo y mejores niveles de vida.

### Objetivos específicos
- Eliminar el mundo al comercio y facilitar la circulación transfronteriza de bienes y servicios.
- Promover condiciones de competencia leal. Proteger y hacer valer, adecuada y efectivamente, los derechos de propiedad intelectual.
- Crear procedimientos eficaces para la aplicación y cumplimiento del tratado, para su administración conjunta y solución de controversias.
- Establecer lineamientos para una ulterior cooperación trilateral, regional y multilateral encaminada a ampliar y mejorar los beneficios.
- Reducir la vulnerabilidad de las exportaciones ante medidas unilaterales y discrecionales.
- Fortalecer la industria nacional mediante un sector exportador sólido y competitivo.
- Coadyuvar a la creación de empleos.

## Tratado de Libre Comercio entre los Estados Unidos Mexicanos y la República de Costa Rica
Firmado entre México y Costa Rica. Entró en vigor el 1 de enero de 1995.

### Objetivo general
Crear una Zona de Libre Comercio impulsando el proceso de integración regional y continental.

### Objetivos específicos
- Estimular la expansión y diversificación comercial.
- Eliminar las barreras al comercio y facilitar la circulación de bienes y servicios.
- Promover condiciones de competencia leal en el comercio.
- Aumentar sustancialmente las oportunidades de inversión.
- Proteger y hacer valer, adecuada y efectivamente, los derechos de propiedad intelectual.
- Establecer lineamientos para la ulterior cooperación a nivel bilateral, regional y multilateral, ampliando y mejorando los beneficios del tratado.
- Crear procedimientos eficaces para la aplicación y cumplimiento del tratado, su administración conjunta y solución de controversias.

## Tratado de Libre Comercio México, Colombia y Venezuela (G•3)
Firmado por México, Colombia y Venezuela. Entró en vigor el 30 de enero de 2009.En el año 2004, el presidente de Venezuela, Hugo Chávez  anuncia que se retira del G-3 (América).
Queda tratado México Colombia,E.U entra en vigor 30de enero 2009.

### Objetivo General
Crear un espacio libre de restricciones, prevaleciendo el libre flujo de mercancías, la libre competencia, normas técnicas, calidad de los productos y el crecimiento económico continuo

### Objetivos Específicos
- Estimular la expansión y diversificación comercial.
- Eliminar las barreras al comercio y facilitar la circulación de bienes y servicios.
- Promover condiciones de competencia leal en el comercio.
- Aumentar sustancialmente las oportunidades de inversión.
- Proteger y hacer valer, adecuada y efectivamente, los derechos de propiedad intelectual.
- Establecer lineamientos para la ulterior cooperación a nivel bilateral, regional y multilateral, ampliando y mejorando los beneficios del tratado.
- Crear procedimientos eficaces para la aplicación y cumplimiento del tratado, su administración conjunta y solución de controversias.
- Propiciar relaciones equitativas reconociendo los tratamientos diferenciales establecidos en la ALADI.

## Tratado de Libre Comercio entre los Estados Unidos Mexicanos y la República de Bolivia
Fue firmado por México y Bolivia y entró en vigor el 1 de enero de 1995. Este tratado tiene el carácter de Acuerdo de Complementación Económica para los efectos de ALADI a partir del 7 de julio de 2010.

### Objetivo  General
Establecer una Zona de Libre Comercio con reglas claras y transparentes en beneficio mutuo en materia de comercio e inversión.

### Objetivos Específicos
- Estimular la expansión y diversificación comercial.
- Eliminar las barreras al comercio y facilitar la circulación de bienes y servicios.
- Promover condiciones de competencia leal en el comercio
- Aumentar sustancialmente las oportunidades de inversión.
- Proteger y hacer valer, adecuada y efectivamente, los derechos de propiedad intelectual.
- Establecer lineamientos para la ulterior cooperación a nivel bilateral, regional y multilateral, ampliando y mejorando los beneficios del tratado.
- Crear procedimientos eficaces para la aplicación y cumplimiento del tratado, su administración conjunta y solución de controversias.

## Tratado de Libre Comercio entre los Estados Unidos Mexicanos y el gobierno de la República de Nicaragua
Lo firmaron México y Nicaragua en Managua, Nicaragua y entró en vigor el 1° de julio de 1998.

### Objetivo General
Establecer una Zona de Libre Comercio para la circulación de bienes y servicios.

### Objetivos Específicos
- Estimular la expansión y diversificación comercial.
- Eliminar las barreras al comercio y facilitar la circulación de bienes y servicios.
- Promover condiciones de competencia leal en el comercio.
- Aumentar sustancialmente las oportunidades de inversión.
- Proteger y hacer valer, adecuada y efectivamente, los derechos de propiedad intelectual.
- Establecer lineamientos para la ulterior cooperación a nivel bilateral, regional y multilateral, ampliando y mejorando los beneficios del tratado.
- Crear procedimientos eficaces para la aplicación y cumplimiento del tratado, su administración conjunta y solución de controversias.

## Tratado de Libre Comercio entre la República de Chile y los Estados Unidos Mexicanos
El tratado de libre comercio entre la República de Chile y los Estados Unidos Mexicanos se firmó el 17 de abril de 1998 y entró en vigor el primero de agosto de 1999. 

### Objetivo General
Liberalizar una zona comercial a partir del 1º de agosto de 1999 a través del Tratado de Libre Comercio.

### Objetivos Específicos
- Estimular la expansión y diversificación comercial.
- Eliminar las barreras al comercio y facilitar la circulación de bienes y servicios.
- Promover condiciones de competencia leal en el comercio.
- Aumentar sustancialmente las oportunidades de inversión.
- Proteger y hacer valer, adecuada y efectivamente, los derechos de propiedad intelectual.
- Establecer lineamientos para la ulterior cooperación a nivel bilateral, regional y multilateral, ampliando y mejorando los beneficios del tratado.
- Crear procedimientos eficaces para la aplicación y cumplimiento del tratado, su administración conjunta y solución de controversias.

## Tratado de Libre Comercio entre los Estados Unidos Mexicanos y la República Oriental del Uruguay
VIGOR
15 de julio de 2004

### Objetivos Específicos
- Reafirmar los lazos especiales de amistad y cooperación entre sus naciones.
- Fortalecer la integración económica regional, la cual constituye uno de los instrumentos esenciales para que los países de América Latina avancen en su desarrollo económico y social, asegurando una mejor calidad de vida para sus pueblos.
- Desarrollar sus respectivos derechos y obligaciones derivados de los acuerdos de la Organización Mundial del Comercio.;
- Establecer un marco jurídico que propicie las condiciones necesarias para el crecimiento y la diversificación de las corrientes de comercio, en forma compatible con las potencialidades existentes.
- Ofrecer a los agentes económicos reglas claras y previsibles para el desarrollo del comercio y la inversión, a fin de propiciar su activa participación en las relaciones económicas y comerciales entre los dos países,
- Crear un mercado más extenso y seguro para los bienes y los servicios producidos en sus territorios.
- Alentar la innovación y la creatividad y fomentar el comercio de bienes y servicios que estén protegidos por derechos de propiedad intelectual.

## Tratado de Libre Comercio entre México y el Triángulo del Norte
Firmado entre México, El Salvador, Guatemala y Honduras. Entró en vigor el 15 de marzo de 2001.

### Objetivo General Del Tratado
Establecer una Zona de Libre Comercio que permita avanzar.

### Objetivos Específicos
- Estimular la expansión y diversificación del comercio de bienes y servicio
- Promover condiciones de libre competencia.
- Eliminar las barreras al comercio y facilitar la circulación de bienes originarios y servicios.
- Eliminar las barreras al movimiento de capitales y personas de negocios.
- Aumentar las oportunidades de inversión.
- Proteger y hacer valer, de manera adecuada y efectiva, los derechos de propiedad intelectual.
- Establecer lineamientos, para la ulterior cooperación entre las partes, encaminados a ampliar y mejorar los beneficios del Tratado de Libre Comercio.
- Crear procedimientos eficaces para la aplicación y cumplimiento del tratado, su administración conjunta y solución de controversias.

## Tratado de Libre Comercio México y la Unión Europea
Entra en vigor el 1 de julio de 2000

### Objetivo General
- Crear un espacio comercial en un contexto de integración multinacional a través del establecimiento de una Zona de Libre Comercio para la apertura de oportunidades externas de desarrollo.

### Objetivos Específicos
- Fomentar el desarrollo de los intercambios de bienes y servicios.
- Liberalizar preferencial, progresiva y recíprocamente el comercio de bienes y servicios.
- Dinamizar la actividad comercial y económica.
- Atraer insumos y tecnología para la empresa mexicana.
- Generar mayores empleos.
- Promover la inversión directa.
- Incrementar las oportunidades y alianzas estratégicas para la empresa mexicana.

## Tratado de Libre Comercio México , Israel
Entrada en vigor el 1 de julio del 2000 

### Objetivo General
Establecer una Zona de Libre comercio

### Objetivos Específicos
- Eliminar obstáculos al comercio y facilitar la circulación transfronteriza de bienes y servicios.
- Promover condiciones de competencia leal en la Zona de Libre Comercio.
- Aumentar sustancialmente las oportunidades de inversión.
- Crear procedimientos eficaces para la aplicación y cumplimiento del tratado, para su administración conjunta y solución de controversias.
- Establecer lineamientos para la ulterior cooperación bilateral y multilateral encaminada a ampliar y mejorar los beneficios del tratado.

## Tratado de Libre Comercio entre los Estados Unidos Mexicanos y los Estados de la Asociación Europea de Libre Comercio
La Asociación Europea de Libre Comercio (AELC) está formada por:
- La República de Islandia.
- El Principado de Liechtenstein.
- El Reino de Noruega.
- La Confederación Suiza.

Entró en vigor el 1 de julio de 2001

### Objetivo General
- Crear un espacio comercial en un contexto de integración multinacional a través del establecimiento de una Zona de Libre Comercio para la apertura de oportunidades externas de desarrollo.
- La extensa red de tratados comerciales firmados por México, se amplía con el acuerdo firmado con los miembros de la Asociación Europea de Libre Comercio. Este acuerdo entró en vigor el 1 de julio de 2001 y coloca a México como el único país latinoamericano con libre acceso comercial a los países con el más alto ingreso per cápita del mundo.

### Objetivos Específicos
- Fomentar el desarrollo de los intercambios de bienes y servicios.
- Liberalizar preferencial, progresiva y recíprocamente el comercio de bienes y servicios.
- Dinamizar la actividad comercial y económica.
- Diversificar las exportaciones mexicanas y tener acceso preferencial en Europa.
- Atraer insumos y tecnología para la empresa mexicana.
- Generar mayores empleos.
- Promover la inversión extranjera directa.
- Incrementar las oportunidades y alianzas estratégicas para la empresa mexicana.

## Acuerdo para el fortalecimiento de la Asociación Económica entre los Estados Unidos Mexicanos y Japón
Entra en vigor como acuerdo 1 abril 2005

### Objetivos Específicos
- Liberalizar y facilitar el comercio de bienes y servicios entre las Partes.
- Aumentar las oportunidades de inversión y fortalecer la protección de la inversión y las actividades de inversión en las Partes.
- Incrementar las oportunidades para los proveedores para participar en las compras del sector público en las Partes.
- Promover la cooperación y la coordinación para la aplicación efectiva de las leyes en materia de competencia en cada una de las Partes.
- Crear procedimientos efectivos para la implementación y operación de este Acuerdo y para la solución de controversias.
- Establecer un marco para fomentar la cooperación bilateral y la mejora del ambiente de negocios.

## Fechas importantes
| País                                        | Firmado                  | Aprobado                             | Publicado en el DOF     | En vigor a partir de                                                  |
| ------------------------------------------- | ------------------------ | ------------------------------------ | ----------------------- | --------------------------------------------------------------------- |
| Estados Unidos y Canadá (TLCAN)             | 17 de diciembre de 1993  | 22 de noviembre de 1993              | 20 de diciembre de 1993 | 1 de enero de 1994                                                    |
| Costa Rica                                  | 5 de abril de 1994       | 21 de junio de 1994                  | 10 de enero de 1995     | 1 de enero de 1995                                                    |
| Colombia                                    | 13 de junio de 1994      | 13 de junio de 1994                  | 31 de diciembre de 1994 | 1 de enero de 1995                                                    |
| Bolivia                                     | 10 de septiembre de 1994 | 28 de diciembre de 1994              | 11 de enero de 1995     | 1 de enero de 1995                                                    |
| Nicaragua                                   | 18 de diciembre de 1997  | 30 de abril de 1998                  | 29 de junio de 1998     | 1 de julio de 1998                                                    |
| Chile                                       | 17 de abril de 1998      | 23 de noviembre de 1998              | 28 de julio de 1999     | 1 de agosto de 1999                                                   |
| Uruguay                                     | 15 de noviembre de 2003  | 28 de abril de 2004                  | 25 de junio de 2004     | 15 de julio de 2004                                                   |
| El Salvador, Guatemala y Honduras           | 28 de junio de 2000      | 19 de enero de 2001                  | 14 de marzo de 2001     | 15 de marzo de 2001                                                   |
| Unión Europea                               | 23 de marzo de 2000      | 20 de marzo de 2000 (Acuerdo Global) | 26 de junio de 2000     | 1 de julio de 2000 (Bienes) 1 de marzo de 2001(Servicios e inversión) |
| Israel                                      | 10 de abril de 2000      | 28 de abril de 2000                  | 28 de junio de 2000     | 1 de julio de 2000                                                    |
| Asociación Europea de Libre Comercio (AELC) | 27 de noviembre de 2000  | 30 de abril de 2001                  | 29 de junio de 2001     | 1 de julio de 2001                                                    |
| Japón                                       | 17 de septiembre de 2004 | 18 de noviembre de 2004              | 31 de marzo de 2005     | 1 de abril de 2005                                                    |
| Estados Unidos y Canadá (T-MEC)             | 30 de noviembre de 2018  | 12 de diciembre de 2019              | 29 de junio de 2020     | 1 de julio de 2020                                                    |